# دانشکده موسیقی کارل ماریا فون وبر
دانشکدهٔ موسیقی کارل ماریا فون وبر (انگلیسی: Hochschule für Musik Carl Maria von Weber) که در گذشته با نام «هنرستان سلطنتی موسیقی درسدن» هم شناخته می‌شد، یک دانشکدهٔ موسیقی است که در شهر درسدن آلمان واقع شده‌است.
این مرکز آموزشی در ۱ فوریهٔ ۱۸۵۶ راه‌اندازی شد و یکی از قدیمی‌ترین هنرستان‌های موسیقی آلمان محسوب می‌شود. در آن زمان، فرانچسکو مورلاکی، کارل ماریا فون وبر و ریشارد واگنر به ضرورت ایجاد مراکز آموزش‌های برای نوازندگان درسدن اشاره کرده بودند. در ۱ فوریه ۱۸۵۶، یک نوازنده ویولن ارکستر سلطنتی، فردریش تروستلر، اولین مدرسه موسیقی را در درسدن تأسیس کرد. در سال ۱۸۸۱ عنوان «سلطنتی» به این مدرسه اعطا شد و نام خود را به «هنرستان سلطنتی» تغییر داد، اگرچه یک مؤسسهٔ خصوصی محسوب می‌شد. این هنرستان از سال ۱۸۸۱ تا ۱۹۱۸ تحت حمایت خانوادهٔ سلطنتی و از سال ۱۹۳۷ به بعد تحت نظارت شهرداری بود. ساختمان اصلی دانشکده در طول جنگ جهانی دوم ویران شد و تمام فعالیت‌های آموزشی به پلاک ۳۴ خیابان مندلسون  منتقل شد. در ابتدا دانشگاه یک مؤسسه آموزشی بود که نوازندگان آتی ارکستر شهر در آنجا آموزش می‌دیدند. بهدها این مرکز تبدیل به یک دانشکدهٔ موسیقی برای عموم شد و نامش را در سال ۱۹۵۹ به افتخار کارل ماریا فون وبر به دانشکدهٔ موسیقی کارل ماریا فون وبر تغییر دادند.
در این دانشکده، تئوری موسیقی، آکمپانیمان، رهبری ارکستر، آهنگسازی، خوانندگی و نوازندگی پیانو و تمامی سازهای ارکستر آموزش داده می‌شود.
کارل ریشتر، اویگین کرانتس و ادو زیمرمان از دانش‌آموختگان این مرکز آموزشی هستند.